# Lowell (Massachusetts)
Pour les articles homonymes, voir Lowell.
Lowell est une ville située dans le comté de Middlesex dans l'État du Massachusetts aux États-Unis. Lors du recensement de 2010, sa population s’élevait à 106 519 habitants, ce qui en fait la quatrième plus grande ville de l’État. Lowell est le siège de comté avec Cambridge.

## Histoire

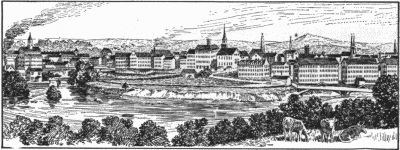
Lowell

Lowell fut fondée pour être un pôle manufacturier dans le domaine du textile, le long du fleuve Merrimack, au nord-ouest de Boston, sur une terre prise sur une partie de la ville voisine Chelmsford. C'était un centre industriel prospère durant le XIXe siècle, attirant d'abord de jeunes ouvrières en provenance des campagnes de Nouvelle-Angleterre – les Lowell Mill Girls –, puis de nombreux immigrés et travailleurs migrants, surtout des Irlandais et des Canadiens dans ses usines. Il y avait beaucoup de journaux francophones à cette époque. Avec le déclin de ses manufactures au XXe siècle, la ville tomba dans une profonde crise, mais a amorcé une reprise ces dernières décennies. L'ancienne zone industrielle le long du fleuve a été partiellement rénovée et fait partie du Lowell National Historical Park.[réf. nécessaire]

## Démographie
| Groupe                           | Lowell | Massachusetts | États-Unis |
| -------------------------------- | ------ | ------------- | ---------- |
| Blancs                           | 60,3   | 80,4          | 72,4       |
| Asiatiques                       | 20,2   | 5,3           | 4,8        |
| Autres                           | 8,8    | 4,7           | 6,4        |
| Afro-Américains                  | 6,8    | 6,6           | 12,6       |
| Métis                            | 3,6    | 2,6           | 2,9        |
| Amérindiens                      | 0,3    | 0,3           | 0,9        |
| Total                            | 100    | 100           | 100        |
|                                  |        |               |            |
| Hispaniques et Latino-Américains | 17,3   | 9,6           | 16,7       |

Selon l'American Community Survey, pour la période 2011-2015, 56,35 % de la population âgée de plus de 5 ans déclare parler anglais à la maison, alors que 14,09 % déclare parler l'espagnol, 11,82 % le khmer, 4,95 % le portugais, 2,02 % une langue africaine, 1,94 % le vietnamien, 0,79 % le français, 1,20 % le lao, 0,94 % le gujarati, 0,78 % le grec, 0,64 % l'hindi, 0,57 % un créole français, 0,55 % une langue chinoise et 2,74 % une autre langue.

## Arts et culture

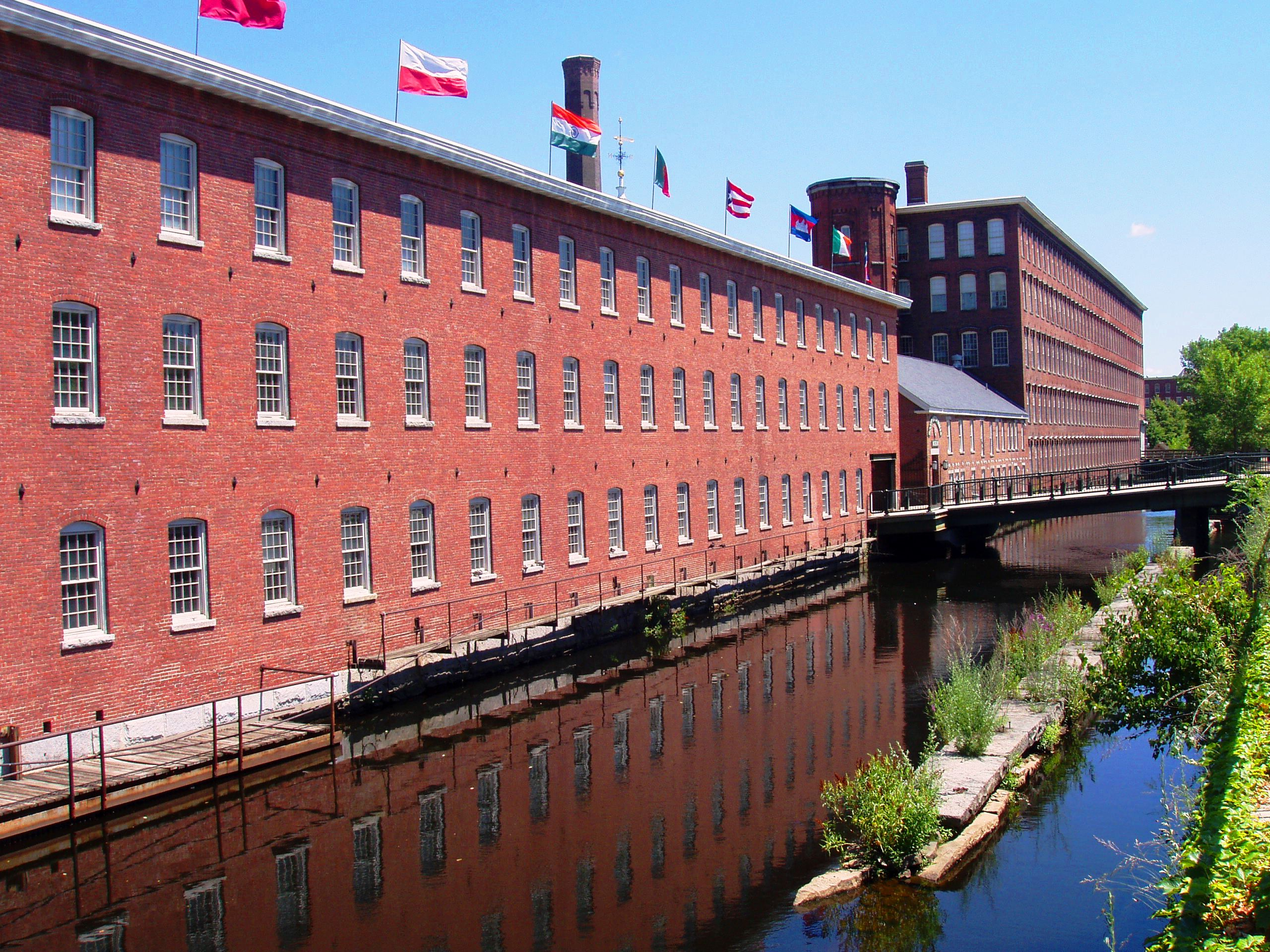
Lowell

### Sites d'intérêt
Parmi les nombreux sites touristique, Lowell a actuellement  39 lieux inscrits sur le registre national des lieux historiques dont beaucoup de bâtiments et structures qui font partie du parc historique national de Lowell.

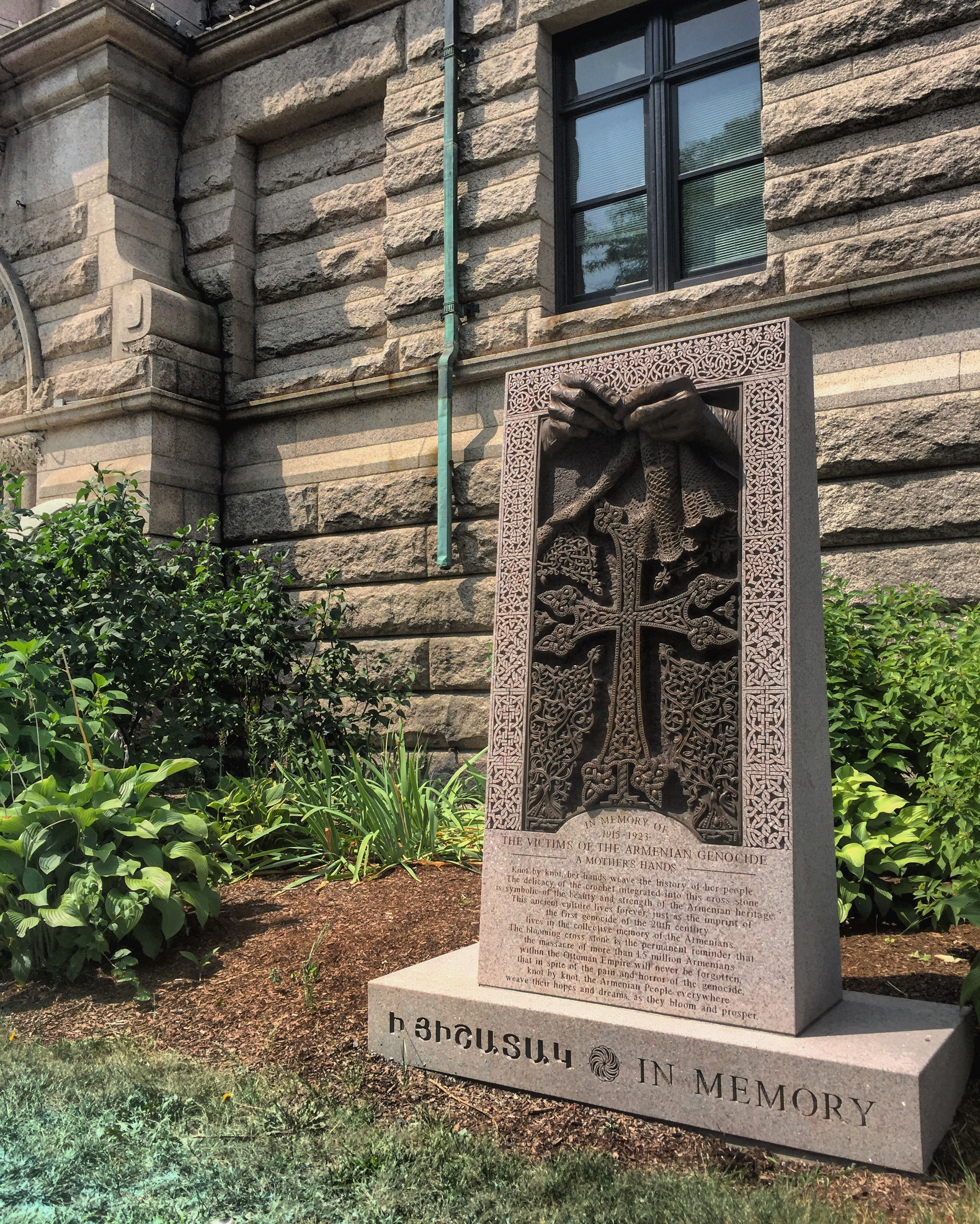
"A Mother's Hands" Armenian Genocide memorial outside of Lowell City Hall.

- Parc historique nationale de Lowell: il maintient l'histoire de Lowell en tant que ville manufacturière et d'immigration. Les expositions comprennent des salles de tissage, une exposition sur l'énergie hydraulique et des sentiers le long des 5,6 miles de canaux largement restaurés.
- Foret de l' État de Lowell-Dracut-Tyngsboro : Randonnées, pistes cyclables et sentiers de ski de fond dans une forêt urbaine.
- Université du Massachusetts Lowell: université de l'État
- Vandenberg Esplanade: Marcher, faire du vélo, nager et pique-niquer le long des berges du fleuve Merrimack. Contient le pavillon Sampas.
- Lowell High School: La première école secondaire déségréguée et coéducative aux États-Unis
- Studios de la Western Avenue Studios[4] : le plus grand complexe de studios d'artistes aux États-Unis au 122 Western Avenue.
- Lieu de naissance de Jack Kerouac : Dans la section Centralville de la ville au 9 Lupine Road.
- Mémorial du génocide armenien : Monument « A Mother's Hands » à l'hôtel de ville de Lowell.
- Lieu de naissance de Bette Davis : dans la section des Highlands de la ville au 22 Chester Street.
- Lieu de naissance de Rosalind Elias : Dans le quartier d'Acre au 144 School Street.
- Lowell Cemetery : site funéraire de nombreux riches industriels de Lowell de l'époque victorienne, ainsi que plusieurs membres du Congrès américain, un gouverneur du Massachusetts et un sénateur américain, au  77, avenue Knapp.
- Edson Cemetery: le lieu de sépulture de Jack Kerouac, John McFarland, Passaconaway and William Preston Phelps, au 1375 Gorham Street.
- The Acre: le quartier de Lowell, où des vagues d'immigrants ont établi leurs communautés.
- Laboratoire de radiologie de l'Université du Massachusetts Lowell : le site d'un petit réacteur nucléaire à l'école
- Yorick Building : ancienne résidence du club des gentlemen, le « Yorick Club », actuellement un restaurant et une salle de réception.
- Little Cambodia : en 2010, la ville a commencé un effort pour en faire une destination touristique[5].

## Jumelage
| Ville | Ville                | Pays | Pays   |
| ----- | -------------------- | ---- | ------ |
|       | Saint-Dié-des-Vosges |      | France |

## Sport
Les Devils de Lowell de la Ligue américaine de hockey sont une franchise de hockey sur glace qui évoluait à Lowell jusqu'en 2010.